# طافية الصفر
طافية الصفر اسم موضوع على سطح الأرض فيه يتقاطع خط الطول الأول وخط الاستواء، ويقع في المياه الدولية في خليج غينيا قبالة ساحل غرب إفريقيا. وفي النظام الجيوديسي العالمي، يكون هذا عند خط عرض وخط طول بدرجة صفر، وتوجد ثمة طافية.